# Charles Marling

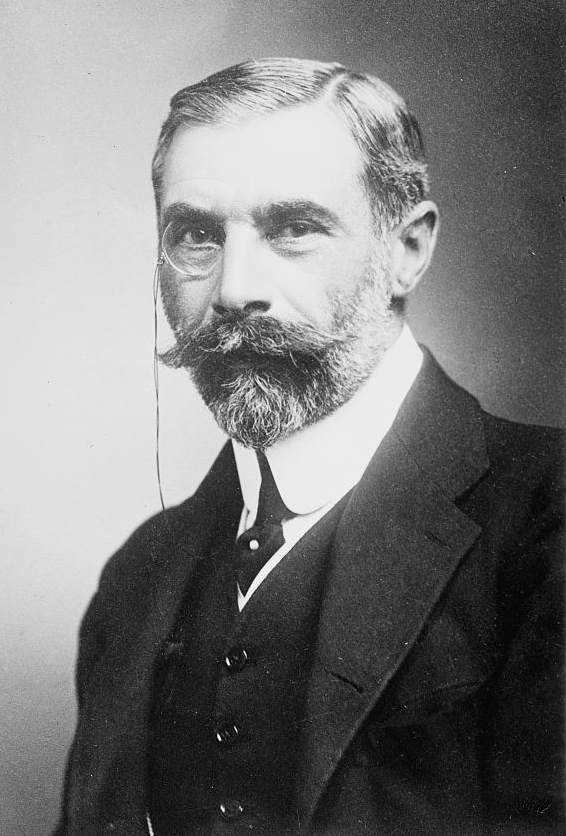
C. M. Marling

Sir Charles Murray Marling KCMG, CB (* 3. Dezember 1862; † 17. Februar 1933 in London) war ein britischer Diplomat.
Marling diente zunächst zwischen 1910 und 1914 unter Louis du Pan Mallet an der britischen Botschaft in Istanbul. 1915 wechselte er nach Teheran, erst bis 1916 als Geschäftsträger, dann bis 1919 als britischer Botschafter in Persien, wo am 1. August 1915 zwei Kinder des Diplomaten zur Welt kamen. Am 8. März 1919 als britischer Gesandter in Kopenhagen bestellt, war er Vorsitzender der „Internationalen Kommission für die Überwachung des Plebiszits in Schleswig“, die 1920 die Volksabstimmung in Schleswig durchführte. Er blieb in diesem Amt bis 1921; von 1921 bis 1926 war er britischer Gesandter in Den Haag.